# RATP-Baureihe MP 59
Der MP 59 ist ein gummibereifter U-Bahn-Zug der Pariser Métro, der in den Jahren 1963 und 1964 für den Einsatz auf der Linie 1 und ab 1967 für die Linie 4 ausgeliefert wurde. MP bedeutet „Matériel sur pneus“ (gummibereiftes Rollmaterial), die Zahl 59 steht für das Ausschreibungsjahr 1959. Der MP 59 bildet nach dem MP 55 die zweite gummibereifte Großserie der Métro. Heute ist kein Zug mehr im Einsatz. Die Ausmusterung des letzten Zuges fand am 23. Mai 2024 statt. Zuletzt kamen die letzten Garnituren auf der Linie 11 zum Einsatz, der überwiegende Teil wurde nach Auslieferung der Typen MP 89 und MP 05 und der damit einhergehenden Ablösung auf den Linien 1 und 4 ausgemustert. Die verbliebenen MP-59-Züge auf der Linie 11 wurden durch Züge der Baureihe MP 14 CC ersetzt.

## Konzeption und Ausstattung

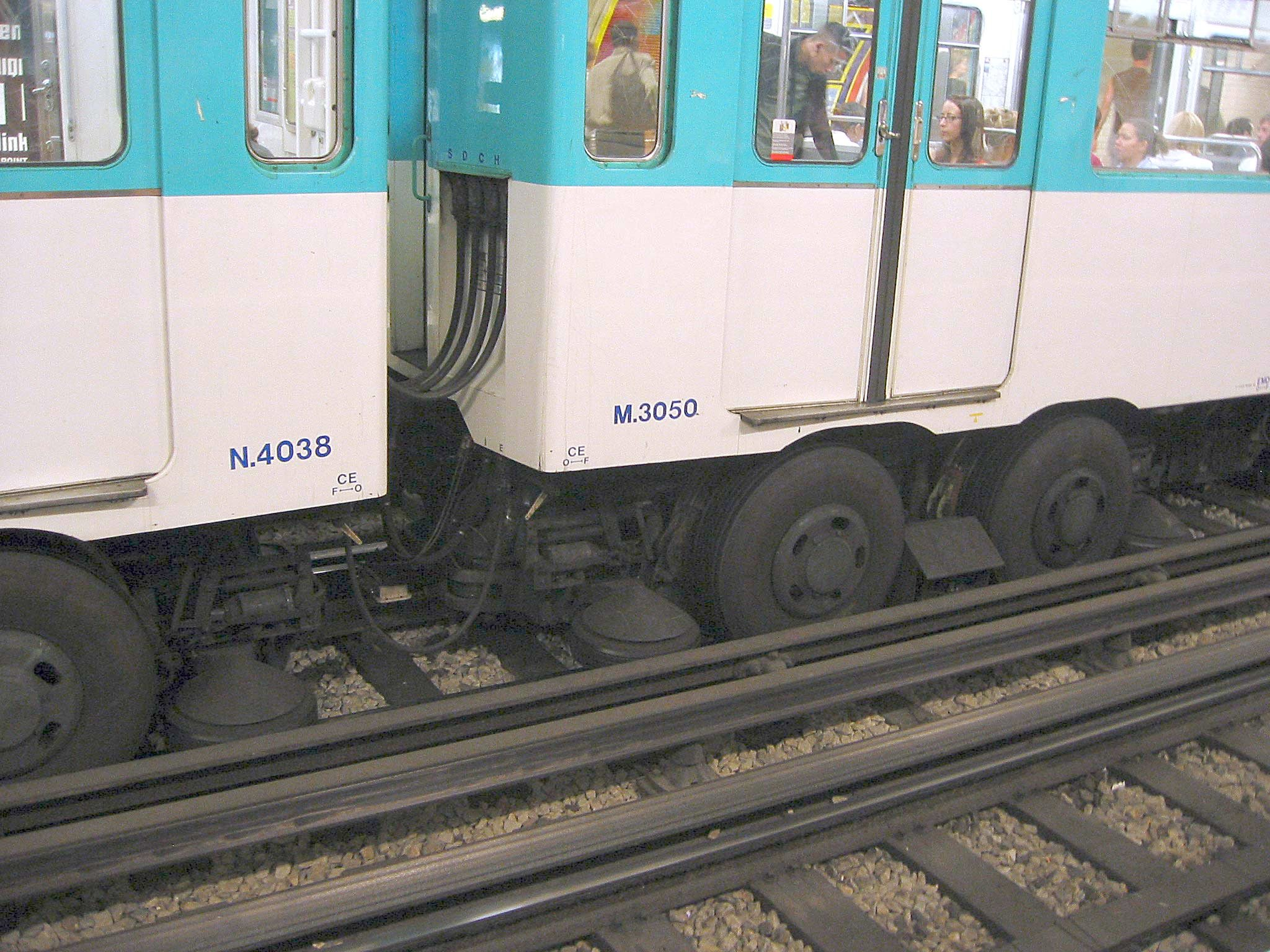
Gummibereifte Drehgestelle des MP 59

Der Erfolg des Testbetriebs mit gummibereiften MP 55 auf der Linie 11, der eine Kapazitätssteigerung von 5,5 % ermöglichte, brachte bei der RATP Pläne hervor, mittelfristig das gesamte Métronetz auf den Betrieb mit Gummireifen umzurüsten. Eine vergleichende Studie in den späten 1950er Jahren kam zu dem Ergebnis, dass die U-Bahn auf Pneus trotz der Kosten für die Umrüstung wirtschaftlicher als der konventionelle Betrieb ist.
Als verkehrsreichste Linie im Pariser U-Bahn-Netz wurde zunächst die Linie 1 für die Umrüstung vorgesehen. Im Zuge dessen sollte auch eine neue Rollmaterial-Generation eingeführt werden. Der neue Fahrzeugtyp sollte Züge zu je sechs Wagen bilden, die aus zwei Triebwagen 2. Klasse (M) an den Zugenden, zwei Beitriebwagen 2. Klasse (N) und je einem Mittelwagen der 1. (A) und einem Mittelwagen der 1. und 2. Klasse (AB) bestehen sollten. Die für den Linienverkehr vorgesehene Reihung war: M – N – A – AB – N – M.
Für die Fertigung der Wagenkästen und die Endmontage zeichnete die Compagnie industrielle de matériel de transport (CIMT) verantwortlich, Alsthom und die Compagnie Électro-Mécanique (CEM) lieferten die Fahrmotoren, während die elektrische Ausrüstung von Jeumont-Schneider produziert wurde.
Im Vergleich zur Baureihe MP 55 verfügt der MP 59 über stärkere Fahrmotoren, von denen jeder rund 100 kW liefert. Bei der Vorgängerbaureihe waren es noch 67 kW. Die Motoren sind in den angetriebenen Wagen an allen vier Achsen angeordnet, jeweils auf der Außenseite eines jeden Drehgestells.
Novum für das Fahrpersonal war die ungeteilte Frontscheibe, die im Vergleich zu den Vorgängerserien erstmals eine bessere Sicht nach vorn bot. Für einen schnellen Fahrgastwechsel verfügt jeder Wagen über vier in Türtaschen laufende Doppel-Schiebetüren pro Seite. Die Wagen mit Führerstand haben dort auf jeder Wagenseite eine einflügelige Schiebetür für den Fahrer. Die Bestuhlung im Fahrgastraum wurde quer zur Fahrtrichtung ausgerichtet und in Vierer-Sitzgruppen angeordnet, die in den Türbereichen durch Klappsitze ergänzt wurden.

## Inbetriebnahme
Insgesamt wurden 607 Wagen gebaut, die sich in vier verschiedene Serien unterteilen lassen: Die MP 59 A wurden in den Jahren 1963 und 1964 ausgeliefert, gefolgt von der ebenfalls 1964 ausgelieferten Serie B. Die Fahrzeuge des Typs MP 59 C folgten 1966 und 1967, die Serie D 1972 und 1973.
| Serie   | Triebwagen (mit Führerstand) | Beitriebwagen (ohne Führerstand) | Wagen der 1. und 2. Klasse | Wagen der 1. Klasse  | Anzahl |
| ------- | ---------------------------- | -------------------------------- | -------------------------- | -------------------- | ------ |
| MP 59 A | M.3037 – M.3128 (92)         | N.4019 – N.4110 (92)             | AB.5518 – AB.5563 (46)     | A.6001 – A.6046 (46) | 276    |
| MP 59 B | M.3129 – M.3158 (30)         | N.4111 – N.4140 (30)             | AB.5564 – AB.5576 (13)     | A.6047 – A.6059 (13) | 086    |
| MP 59 C | M.3159 – M.3224 (66)         | N.4141 – N.4206 (66)             | AB.5577 – AB.5607 (31)     | A.6060 – A.6090 (31) | 194    |
| MP 59 D | M.3225 – M.3240 (16)         | N.4207 – N.4222 (16)             | AB.5608 – AB.5616 (09)     | A.6091 – A.6100 (10) | 051    |
| Gesamt  | 204                          | 204                              | 99                         | 100                  | 607    |

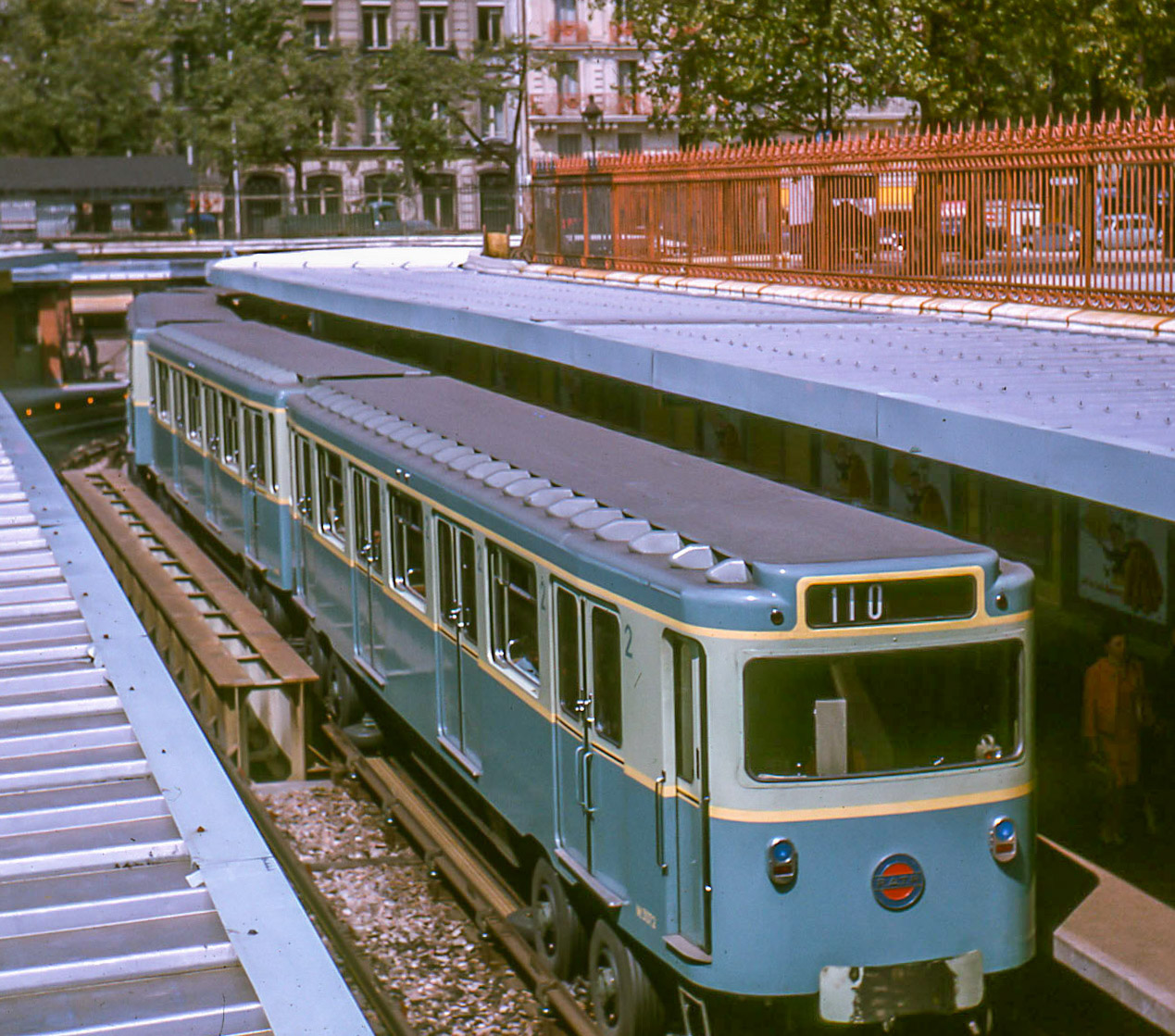
Ein MP 59 kurz nach der Auslieferung im Jahr 1964 an der Station Bastille der Linie 1. Der Wagen trägt noch das ursprüngliche Farbschema der RATP.
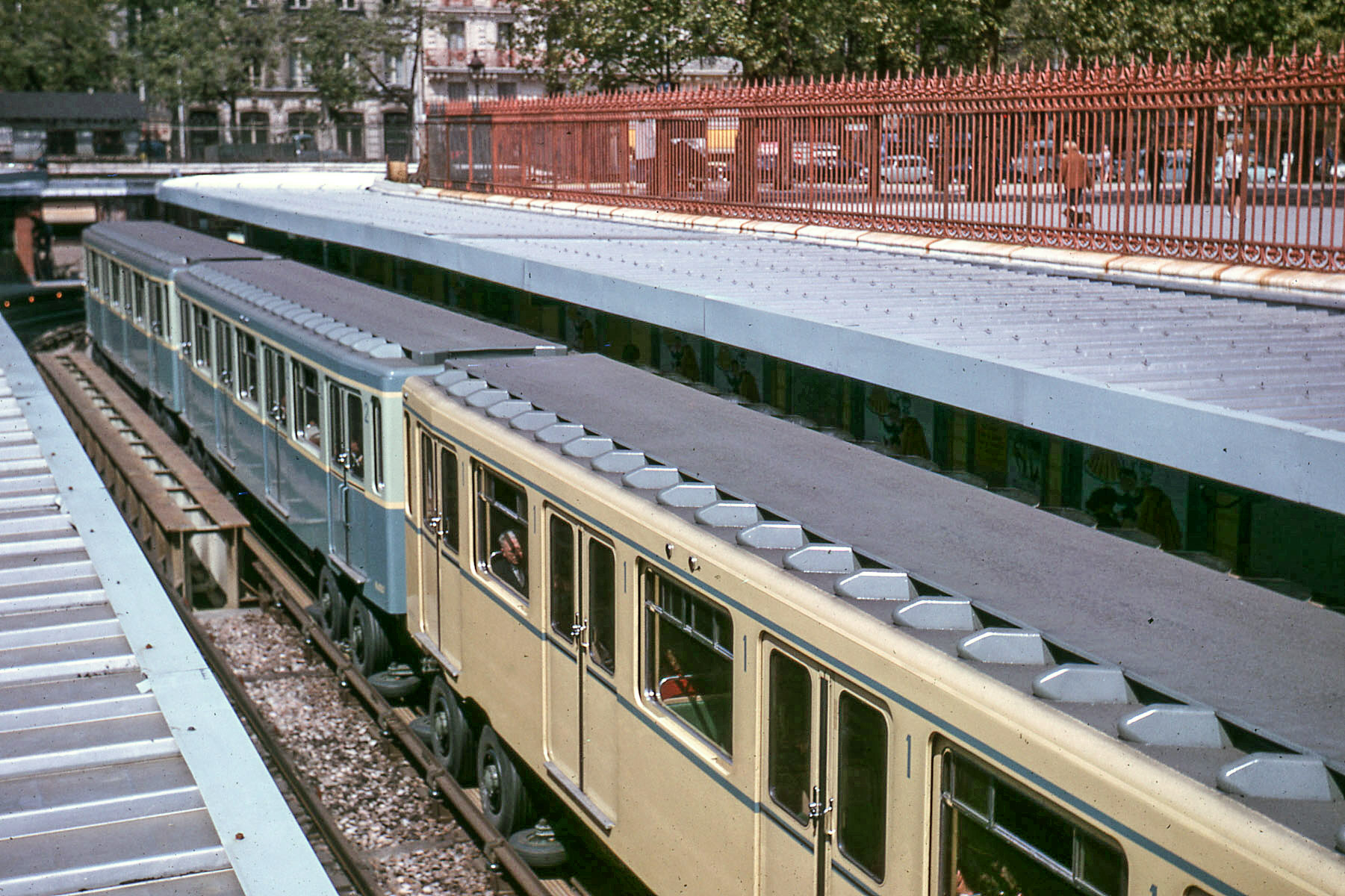
Die Beiwagen der 1. Klasse waren zunächst cremefarben lackiert.

Die Nummern der einzelnen Wagen befinden sich seitlich am unteren Rand des Wagenkastens im Bereich der Drehgestelle. Dabei wird der vorgestellte Kennbuchstabe zur leichteren Unterscheidung der einzelnen Wagentypen genutzt.
Die nach dem Schema M – N – A – AB – N – M aus je sechs Wagen gebildeten 99 Zugverbände erhielten eine zusätzliche Kennung zwischen 6002 und 6100, wobei die Nummer eines jeden Zugverbands fest der Kennung des ihm zugeordneten 1.-Klasse-Wagens folgt. Während man die Züge ursprünglich nicht mit dieser Nummer beschriftete, wurden später zur Erleichterung der Betriebsabläufe die letzten drei Ziffern der Zugnummer an der Front der Triebwagen angebracht. Heute sind die verbliebenen MP 59 mit der vollen Kennung beschriftet.
Durch die Bildung der zunächst 99 Zugverbände blieben 13 Einzelwagen überzählig, davon sechs Triebwagen mit Führerstand (M.3073, M.3137, M.3191, M.3192, M.3231, M.3232), sechs Beitriebwagen ohne Führerstand (N.4069, N.4077, N.4173, N.4174, N.4213, N.4214) und ein Mittelwagen erster Klasse (A.6001). Sie dienten vorerst als Reserve und für betriebliche Zwecke, später wurden noch zwei weitere Personenzüge gebildet.
Bei der Auslieferung trugen die Wagen der 2. Klasse ein zweifarbig hellblaues Farbschema mit gelben Zierstreifen. Der Wagen der 1. Klasse war cremefarben mit blauen Zierstreifen lackiert, ebenso das entsprechende Abteil des gemischtklassigen Wagens.
Am 30. Mai 1963 wurde der erste MP 59 auf der Linie 1 (Château de Vincennes – Pont de Neuilly) in Betrieb genommen. Die weiteren Fahrzeuge der Serie folgten bis Dezember 1964. Da zu Beginn noch nicht alle Bahnsteige für den geplanten 6-Wagen-Zugbetrieb auf 90 Meter verlängert waren, wurden bis September 1963 nur aus 5 Wagen bestehende Züge gebildet.
Von Oktober 1966 bis Juli 1967 gingen dann auch auf der Linie 4 (Porte de Clignancourt – Porte d’Orléans) die ersten MP 59 in Betrieb.

## Einsatzjahre

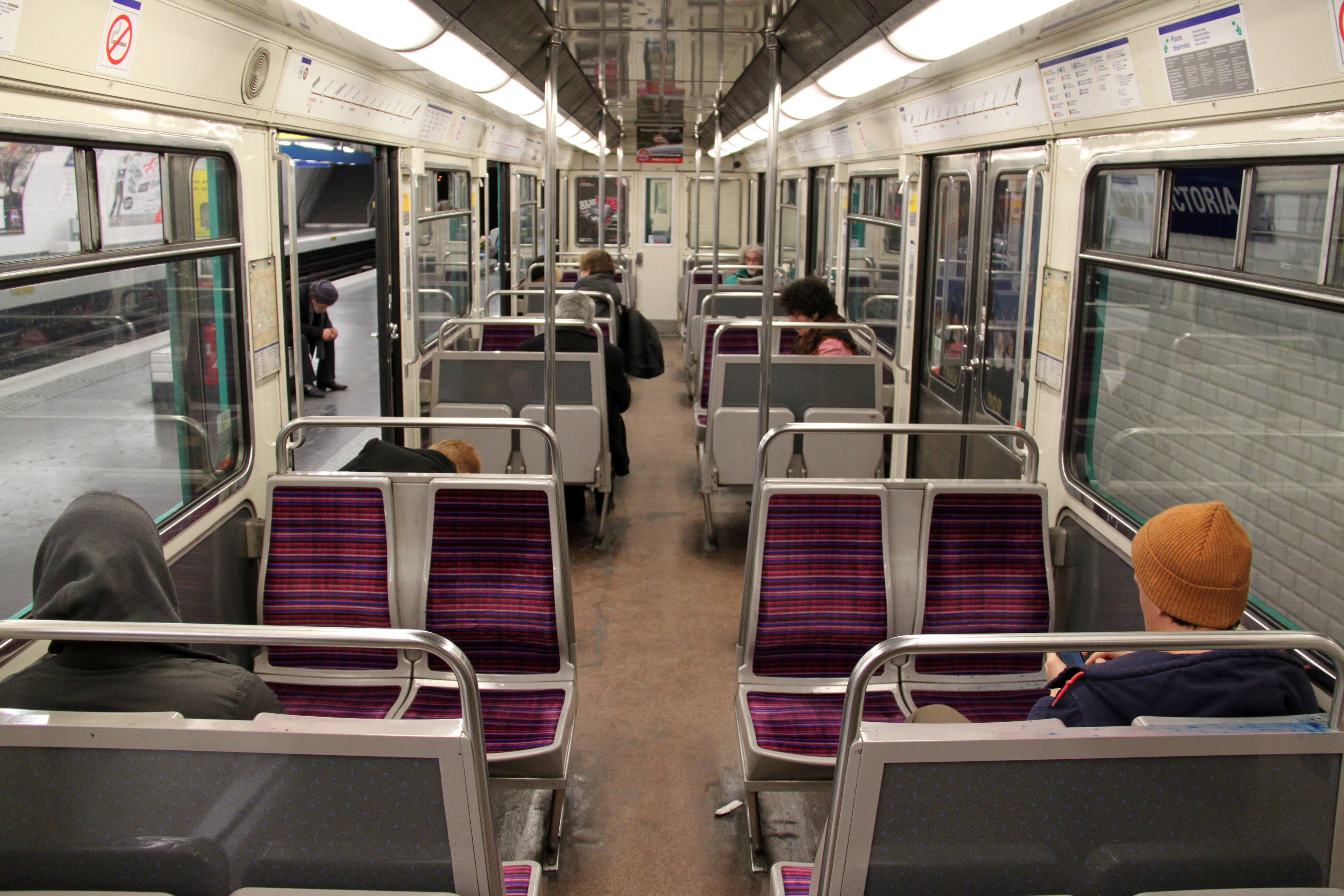
Aktueller Innenraum eines MP-59-Wagens, der in den 1990er Jahren renoviert wurde und 2009 MF 77 Sitzstoff hat.

Je vier der sechs überzähligen Trieb- und Beitriebwagen sowie der zusätzliche 1.-Klasse-Wagen konnten in den 1970er Jahren mit drei Zwischenwagen der Baureihe MP 79 zusätzlich als 100. und 101. Zugverband auf der Linie 4 eingesetzt werden. Diese beiden Züge wurden wie folgt gebildet, wobei die generationsfremden Wagen fett dargestellt sind:
- Zug 6001 aus den Wagen M.3231 – N.4213 – A.6001 – B.7004 – N.4214 – M.3232
- Zug 7002 aus den Wagen M.3191 – N.4173 – B.7002 – B.7047 – N.4174 – M.3192

Die darüber hinaus überzähligen vier Motorwagen dienten weiterhin als Reservefahrzeuge bis zur Aufarbeitung der Flotte. Der Beitriebwagen N.4077 wurde dann 1977 verschrottet, gefolgt von N.4069 im Jahr 1982. Triebwagen M.3073 wurde 1986 ausgemustert. Der verbliebene Triebwagen M.3137 wurde dem Depot Fontenay zugewiesen und diente den dortigen Werkstätten als Rangierfahrzeug.
Ab Oktober 1980 begann man damit die AB-Wagen sukzessive zu reinen 2.-Klasse-Wagen umzubauen. Dafür wurde die Trennwand zwischen den Abteilen im Innenraum entfernt und die AB-Kennzeichnung vor der Wagennummer durch ein B ersetzt.
Ab Ende 1989 durchliefen die 52 Züge des Typs MP 59 der Linie 1 eine umfangreiche Aufarbeitung. Der Innenraum wurde neu gestaltet, die Farbe der Wände von Gelb zu Weiß geändert und die Gepäckablagen entfernt, die Fahrgastsitze aus Leder ersetzte man durch Modelle mit einer rissfesten Oberfläche. Die Frontpartie der Endwagen wurde in einem glänzenden Schwarz lackiert, ähnlich der zu diesem Zeitpunkt bereits aufgearbeiteten MF 67 und MP 73. Zudem erhielten die Fahrzeuge ein neues Außendesign in weiß und marineblau, dass sich allerdings nur kurze Zeit hielt, da es sich als zu anfällig für Vandalismus und Graffiti erwies. Stattdessen erhielten die Züge eine Lackierung im neuen jadegrün-weißen Farbschema der RATP, das zu diesem Zeitpunkt eingeführt wurde.
Sieben Zugverbände wurden in den RATP-Werkstätten in Fontenay überarbeitet, 22 Einheiten gingen nach Cannes zu La Bocca Industries und 23 Einheiten wurden bei ACC in Clermont-Ferrand überarbeitet. Die ersten runderneuerten Fahrzeuge gelangten am 7. März 1990 zurück in den Linienbetrieb. Das Programm wurde im September 1992 abgeschlossen. Von den 52 modernisierten Einheiten wechselten 49 als 6-Wagen-Züge auf die Linie 2, während die drei Züge 6059, 6071 und 6082 um zwei Wagen verkürzt und als 4-Wagen-Züge der Linie 11 zugewiesen wurden.
Die ursprünglich auf der Linie 4 eingesetzten Fahrzeuge wurden zunächst nicht modernisiert, da ein Ersatz dieser Einheiten durch die auf der Linie 1 frei werdenden Züge vorgesehen war. Im Hinblick auf die notwendige Modernisierung des Rollmaterials auf der Linie 11 erhielten dann jedoch 21 Züge der Linie 4 in den Jahren 1994/1995 ebenfalls eine Aufarbeitung, wobei jedoch nur die vier Wagen jeder Zugeinheit berücksichtigt wurden, die später für den Einsatz auf der Linie 11 vorgesehen waren. Nach dem Abschluss der Arbeiten liefen die Wagen zunächst weiter mit ihren unmodernisierten Wagen auf Linie 4, bis durch die Indienststellung der MP 89 CC auf Linie 1 die dort eingesetzten MP 59 für die Line 4 frei wurden.
Insgesamt 28 Einheiten der ursprünglichen Linie-4-Flotte erhielten keine Überarbeitung, diese Fahrzeuge wurden mit der Umsetzung der Züge von der Linie 1 zwischen 1997 und 2000 verschrottet.

## Erprobungsträger
Der Zugverband 6096, bestehend aus den Wagen M.3235, M.3236, N.4217, N.4218, AB.5613 und A.6096 der letzten Lieferung, wurde zu Testzwecken mit einem Kesar-System zur Rückgewinnung von Strom ausgestattet, einem Novum in Paris, das später in der Leistungselektronik der Typen MF 77 und MP 89 Verwendung fand. Aufgrund dieser Abweichung wurde die Garnitur auch als MP 59 DK bezeichnet. Der Zug wurde bis 1979 auf der Linie 4 eingesetzt und lief anschließend bis 1985 auf der Linie 1.
Zug 6004 wurde 1986 im Zuge des Programms Télévision dans le métro (TUBE) zu Erprobungszwecken mit Bildschirmen zur Fahrgastinformation ausgestattet. Im Zuge der Testphase erhielt der Verband zudem die Aufschrift Métro-Vidéo und eine rot-grün-blaue Streifenbeklebung. Haupteinsatzgebiet war die Linie 1. Nach dem Ende der Testphase wurden die Bildschirme 1988 wieder entfernt. Die letzten Spuren des Testbetriebs verschwanden im Zuge der Aufarbeitung des MP-59-Fuhrparks im Jahr 1991.

## Ausmusterung

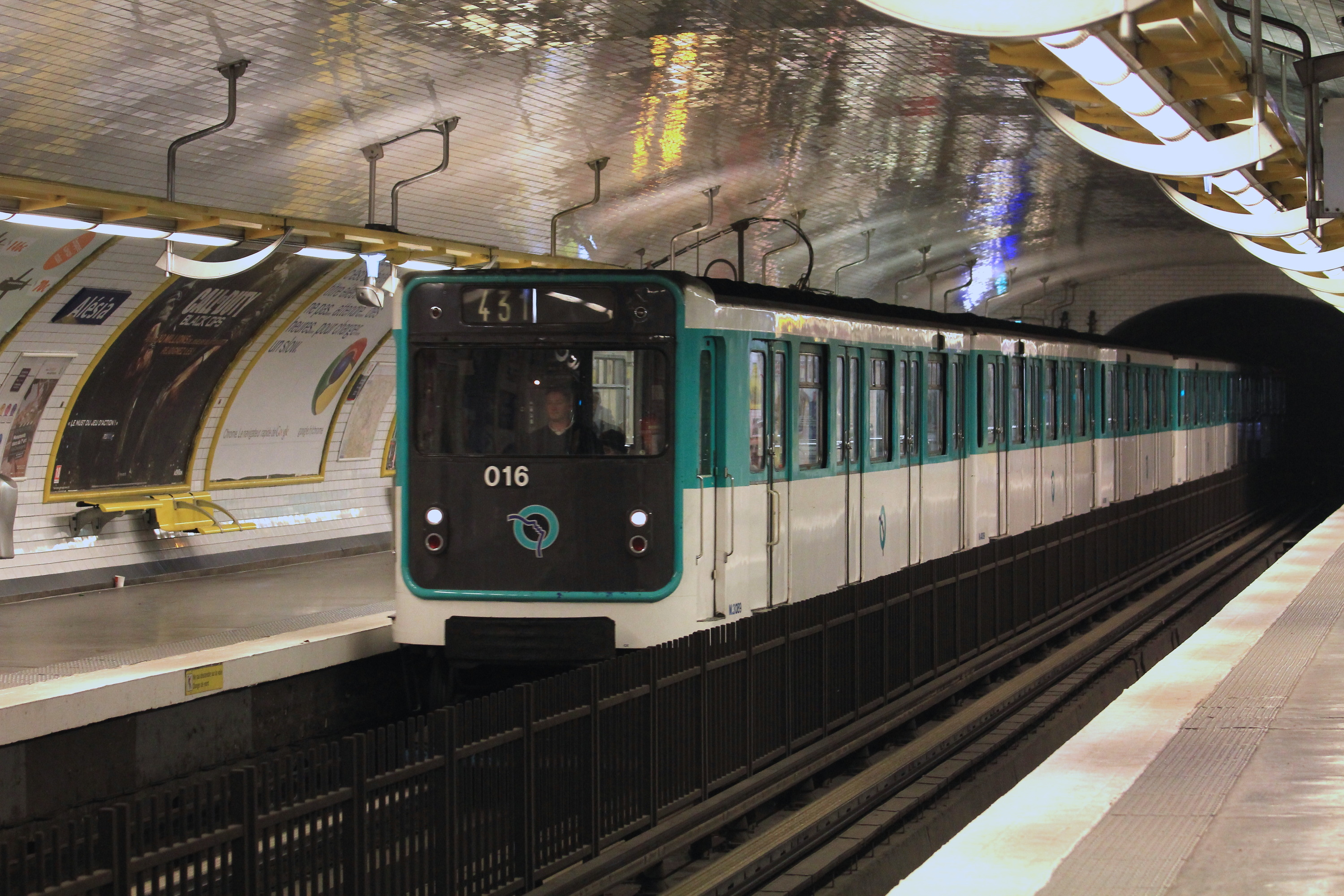
Zug 6016 erreicht im Januar 2011 auf der Linie 4 die Station Alésia. Als vorletzte Zugeinheit mit sechs Wagen wurde der Verband im Dezember 2012 ausgemustert.

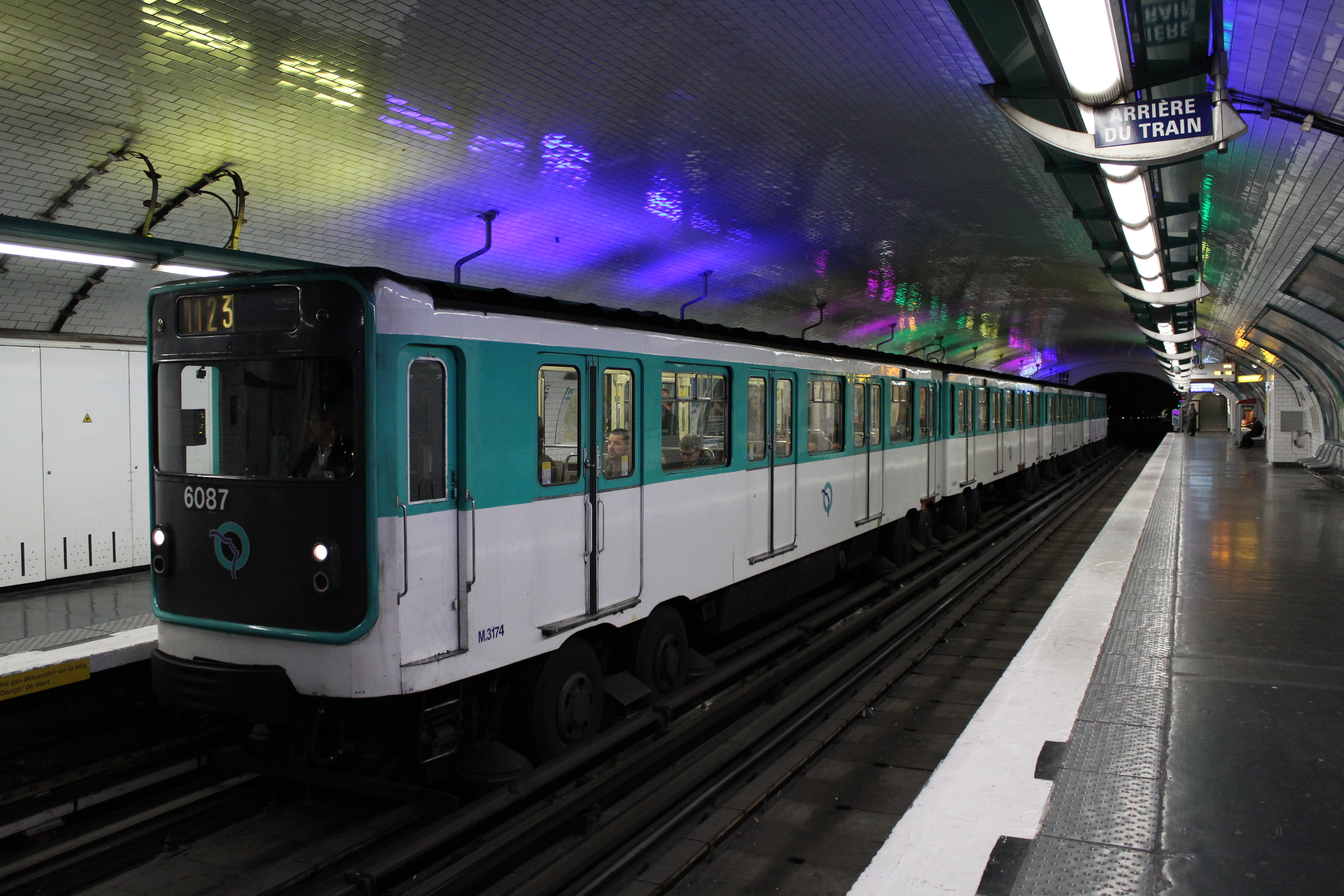
Der für den Einsatz auf der Linie 11 auf vier Wagen verkürzte Zugverband 6087 hält in der Station Rambuteau der Linie 11.

Nachdem ab 1997 die ersten Wagen des neuen Typs MP 89 auf der Linie 1 in den Fahrgastverkehr gelangten, wurden die MP 59 von dort abgezogen. Ein Teil der Fahrzeuge fand auf der Linie 11 ein neues Einsatzgebiet, wo die zu diesem Zeitpunkt älteste gummibereifte U-Bahn-Serie MP 55 abgelöst werden konnte, der Rest wurde abgestellt.
Bis zum 21. Dezember 2012 wurden dann auch die MP 59 der Linie 4 ausgemustert und durch Fahrzeuge des Typs MP 89 CC ersetzt, die nach der Automatisierung der Linie 1 und der Ausrüstung mit MP 05 dort überflüssig wurden. Die Einheiten 6044 und 6047 schieden bereits vorzeitig aus, letzterer wurde bei einem Feuer in der Station Simplon irreparabel beschädigt.
Die verbleibenden 48 Züge der Linie wurden beginnend mit Zug 6049 und endend mit 6021 zwischen April 2011 und Dezember 2012 ausgemustert und anschließend restlos verschrottet, wobei Ersatzteile für die verbleibenden Einheiten gesichert wurden. Im Verlauf ihres Fahrzeuglebens haben diese MP 59 mindestens 3 Millionen Kilometer zurückgelegt.
Bis 2013 wurden alle MP 59 der Bauserien A und D ausgemustert. Einige MP 59 B und C laufen in neuer Zusammensetzung weiterhin als 4-Wagen-Züge auf der Linie 11, wobei zwischen den beiden Triebwagen nun nur noch ein Beitriebwagen und ein antriebsloser Mittelwagen eingereiht sind (M – N – A – M). Die auf der Front angegebenen Zugnummern wurden bei den verbliebenen Einheiten um eine vorangestellte 6 ergänzt. In 2018 waren noch 24 Zugverbände in Betrieb, die bis ins Jahr 2025 eingesetzt werden sollten. Ab 2023 war die sukzessive Ausmusterung zugunsten von Fünf-Wagen-Zügen der neuen Baureihe MP 14 vorgesehen. Der Betrieb der MP 59 wurde schließlich am Abend des 12. Juni 2024, dem Vorabend der Verlängerung der Linie 11 nach Rosny-Bois-Perrier, eingestellt. Die endgültige Abschreibung der Baureihe erfolgte am 27. Juni 2024, als der letzte noch im Bestand befindliche Zug M.6080 die Instandhaltungswerkstätte zur Verschrottung verließ. 
Der Wagen M.3204 aus dem Jahr 1967, der früher auf der Linie 11 im Einsatz war, wird im Depot Villeneuve-Saint-Georges für historische Zwecke aufbewahrt. Er wurde in der blau-weißen Lackierung neu lackiert, die Anfang der 1990er Jahre auf der Linie 1 zum Einsatz kam.

## Fuhrparkentwicklung
Im Verlauf der Jahre, speziell nach der Ausmusterung der ersten Einheiten, wurden immer wieder einzelne Fahrzeuge der Zugverbände durchgetauscht, zum Beispiel um beschädigte oder störanfällige Wagen zu ersetzen. In der aufgeführten Zusammenfassung ist jeweils die aktuelle oder letzte Wagenreihung des entsprechenden Verbandes aufgeführt:
| Zugnummer | 1993 | 2000 | 2013 | letzte Wagenreihung                                 | Verbleib                   | Anmerkungen                                                      |
| --------- | ---- | ---- | ---- | --------------------------------------------------- | -------------------------- | ---------------------------------------------------------------- |
| 6001      | M 04 | –    | –    | M.3231 – N.4213 – A.6001 – B.7004 – N.4214 – M.3232 | ausgemustert, verschrottet | mit einem artfremden Mittelwagen ergänzt                         |
| 6002      | M 01 | M 04 | –    | M.3037 – N.4031 – A.6002 – B.5547 – N.4096 – M.3076 | ausgemustert, verschrottet |                                                                  |
| 6003      | M 01 | M 04 | –    | M.3077 – N.4085 – A.6003 – B.5547 – N.4098 – M.3106 | ausgemustert, verschrottet |                                                                  |
| 6004      | M 01 | M 04 | –    | M.3131 – N.4095 – A.6004 – B.5559 – N.4108 – M.3042 | ausgemustert, verschrottet | 1986–1988 Erprobungsträger Métro-Vidéo                           |
| 6005      | M 01 | M 04 | –    | M.3175 – N.4157 – A.6005 – B.5533 – N.4158 – M.3176 | ausgemustert, verschrottet |                                                                  |
| 6006      | M 01 | M 04 | –    | M.3065 – N.4055 – A.6006 – B.5534 – N.4022 – M.3090 | ausgemustert, verschrottet | 24.06.2000 letzter Zug im Linieneinsatz auf                      |
| 6007      | M 01 | M 04 | –    | M.3081 – N.4027 – A.6007 – B.5518 – N.4088 – M.3054 | ausgemustert, verschrottet |                                                                  |
| 6008      | M 01 | M 04 | –    | M.3071 – N.4061 – A.6008 – B.5546 – N.4102 – M.3068 | ausgemustert, verschrottet |                                                                  |
| 6009      | M 01 | M 04 | –    | M.3057 – N.4103 – A.6009 – B.5556 – N.4036 – M.3048 | ausgemustert, verschrottet |                                                                  |
| 6010      | M 01 | M 04 | –    | M.3063 – N.4047 – A.6010 – B.5549 – N.4106 – M.3044 | ausgemustert, verschrottet |                                                                  |
| 6011      | M 01 | M 04 | –    | M.3047 – N.4083 – A.6011 – B.5536 – N.4082 – M.3093 | ausgemustert, verschrottet |                                                                  |
| 6012      | M 01 | M 04 | –    | M.3039 – N.4053 – A.6012 – B.5519 – N.4060 – M.3092 | ausgemustert, verschrottet |                                                                  |
| 6013      | M 01 | M 04 | –    | M.3105 – N.4101 – A.6013 – B.5525 – N.4078 – M.3046 | ausgemustert, verschrottet |                                                                  |
| 6014      | M 01 | M 04 | –    | M.3055 – N.4059 – A.6014 – B.5529 – N.4068 – M.3126 | ausgemustert, verschrottet |                                                                  |
| 6015      | M 01 | M 04 | –    | M.3117 – N.4095 – A.6015 – B.5588 – N.4120 – M.3106 | ausgemustert, verschrottet |                                                                  |
| 6016      | M 01 | M 04 | –    | M.3089 – N.4089 – A.6016 – B.5542 – N.4076 – M.3130 | ausgemustert, verschrottet |                                                                  |
| 6017      | M 01 | M 04 | –    | M.3107 – N.4033 – A.6017 – B.5543 – N.4094 – M.3040 | ausgemustert, verschrottet |                                                                  |
| 6018      | M 01 | M 04 | –    | M.3099 – N.4019 – A.6018 – B.5550 – N.4040 – M.3108 | ausgemustert, verschrottet |                                                                  |
| 6019      | M 01 | M 04 | –    | M.3053 – N.4023 – A.6019 – B.5555 – N.4066 – M.3122 | ausgemustert, verschrottet |                                                                  |
| 6020      | M 01 | M 04 | –    | M.3129 – N.4109 – A.6020 – B.5532 – N.4062 – M.3070 | ausgemustert, verschrottet |                                                                  |
| 6021      | M 01 | M 04 | –    | M.3067 – N.4054 – A.6021 – B.5538 – N.4028 – M.3128 | ausgemustert, verschrottet | 21.12.2012 letzter Zug im Linieneinsatz auf                      |
| 6022      | M 01 | M 04 | –    | M.3103 – N.4107 – A.6022 – B.5551 – N.4048 – M.3082 | ausgemustert, verschrottet | 07.03.1990 erster modernisierter MP 59                           |
| 6023      | M 01 | M 04 | –    | M.3201 – N.4183 – A.6023 – B.5524 – N.4078 – M.3102 | ausgemustert, verschrottet |                                                                  |
| 6024      | M 01 | M 04 | –    | M.3109 – N.4051 – A.6024 – B.5521 – N.4026 – M.3066 | ausgemustert, verschrottet |                                                                  |
| 6025      | M 01 | M 04 | –    | M.3085 – N.4073 – A.6025 – B.5566 – N.4072 – M.3094 | ausgemustert, verschrottet |                                                                  |
| 6026      | M 01 | M 04 | –    | M.3091 – N.4021 – A.6026 – B.5528 – N.4092 – M.3056 | ausgemustert, verschrottet |                                                                  |
| 6027      | M 01 | M 04 | –    | M.3067 – N.4029 – A.6027 – B.5550 – N.4046 – M.3114 | ausgemustert, verschrottet |                                                                  |
| 6028      | M 01 | M 04 | –    | M.3093 – N.4079 – A.6028 – B.5558 – N.4090 – M.3118 | ausgemustert, verschrottet |                                                                  |
| 6029      | M 01 | M 04 | –    | M.3113 – N.4025 – A.6029 – B.5530 – N.4030 – M.3060 | ausgemustert, verschrottet |                                                                  |
| 6030      | M 01 | M 04 | –    | M.3097 – N.4099 – A.6030 – B.5537 – N.4100 – M.3112 | ausgemustert, verschrottet |                                                                  |
| 6031      | M 01 | M 04 | –    | M.3061 – N.4081 – A.6031 – B.5562 – N.4024 – M.3084 | ausgemustert, verschrottet |                                                                  |
| 6032      | M 01 | M 04 | –    | M.3087 – N.4065 – A.6032 – B.5560 – N.4020 – M.3050 | ausgemustert, verschrottet |                                                                  |
| 6033      | M 01 | M 04 | –    | M.3213 – N.4049 – A.6033 – B.5548 – N.4110 – M.3114 | ausgemustert, verschrottet |                                                                  |
| 6034      | M 01 | M 04 | –    | M.3045 – N.4074 – A.6034 – B.5535 – N.4056 – M.3088 | ausgemustert, verschrottet |                                                                  |
| 6035      | M 01 | M 04 | –    | M.3083 – N.4097 – A.6035 – B.5552 – N.4064 – M.3064 | ausgemustert, verschrottet |                                                                  |
| 6036      | M 01 | M 04 | –    | M.3133 – N.4035 – A.6036 – B.5527 – N.4042 – M.3062 | ausgemustert, verschrottet |                                                                  |
| 6037      | M 01 | M 04 | –    | M.3103 – N.4037 – A.6037 – B.5554 – N.4090 – M.3064 | ausgemustert, verschrottet |                                                                  |
| 6038      | M 01 | M 04 | –    | M.3125 – N.4115 – A.6038 – B.5576 – N.4184 – M.3134 | ausgemustert, verschrottet |                                                                  |
| 6039      | M 01 | M 04 | –    | M.3127 – N.4087 – A.6039 – B.5553 – N.4084 – M.3058 | ausgemustert, verschrottet |                                                                  |
| 6040      | M 01 | M 04 | –    | M.3049 – N.4051 – A.6040 – B.5560 – N.4106 – M.3086 | ausgemustert, verschrottet |                                                                  |
| 6041      | M 01 | M 04 | –    | M.3051 – N.4063 – A.6041 – B.5544 – N.4116 – M.3100 | ausgemustert, verschrottet |                                                                  |
| 6042      | M 01 | M 04 | –    | M.3079 – N.4093 – A.6042 – B.5547 – N.4114 – M.3086 | ausgemustert, verschrottet |                                                                  |
| 6043      | M 01 | M 04 | –    | M.3077 – N.4075 – A.6043 – B.5557 – N.4070 – M.3038 | ausgemustert, verschrottet |                                                                  |
| 6044      | M 01 | M 04 | –    | M.3111 – N.4095 – A.6044 – B.5520 – N.4078 – M.3203 | ausgemustert, verschrottet | 2007 ausgemustert und nach Sucy-en-Brie                          |
| 6045      | M 01 | M 04 | –    | M.3101 – N.4041 – A.6045 – B.5526 – N.4112 – M.3094 | ausgemustert, verschrottet |                                                                  |
| 6046      | M 01 | M 04 | –    | M.3213 – N.4103 – A.6046 – B.5564 – N.4086 – M.3110 | ausgemustert, verschrottet | 2005 ausgemustert nach Brand in Simplon                          |
| 6047      | M 01 | M 04 | –    | M.3123 – N.4057 – A.6047 – B.5518 – N.4032 – M.3100 | ausgemustert, verschrottet |                                                                  |
| 6048      | M 04 | –    | –    | M.3207 – N.4189 – A.6048 – B.5565 – N.4190 – M.3208 | ausgemustert, verschrottet |                                                                  |
| 6049      | M 01 | M 04 | –    | M.3041 – N.4119 – A.6049 – B.5531 – N.4034 – M.3096 | ausgemustert, verschrottet |                                                                  |
| 6050      | M 04 | M 11 | M 11 | M.3187 – N.4175 – A.6050 – M.3188                   | in Betrieb                 |                                                                  |
| 6051      | M 04 | –    | –    | M.3221 – N.4203 – A.6051 – B.5568 – N.4204 – M.3222 | ausgemustert, verschrottet |                                                                  |
| 6052      | M 04 | –    | –    | M.3197 – N.4179 – A.6052 – B.5569 – N.4180 – M.3198 | ausgemustert, verschrottet |                                                                  |
| 6053      | M 04 | –    | –    | M.3157 – N.4139 – A.6053 – B.5570 – N.4140 – M.3158 | ausgemustert, verschrottet |                                                                  |
| 6054      | M 04 | –    | –    | M.3177 – N.4159 – A.6054 – B.5571 – N.4160 – M.3178 | ausgemustert, verschrottet |                                                                  |
| 6055      | M 04 | –    | –    | M.3195 – N.4177 – A.6055 – B.5572 – N.4178 – M.3196 | ausgemustert, verschrottet |                                                                  |
| 6056      | M 04 | –    | –    | M.3165 – N.4147 – A.6056 – B.5573 – N.4148 – M.3166 | ausgemustert, verschrottet |                                                                  |
| 6057      | M 04 | –    | –    | M.3161 – N.4143 – A.6057 – B.5574 – N.4144 – M.3162 | ausgemustert, verschrottet |                                                                  |
| 6058      | M 04 | –    | –    | M.3205 – N.4187 – A.6058 – B.5601 – N.4188 – M.3206 | ausgemustert, verschrottet |                                                                  |
| 6059      | M 01 | M 11 | M 11 | M.3043 – N.4039 – A.6059 – M.3202                   | in Betrieb                 |                                                                  |
| 6060      | M 04 | –    | –    | M.3171 – N.4153 – A.6060 – B.5577 – N.4154 – M.3172 | ausgemustert, verschrottet |                                                                  |
| 6061      | M 04 | –    | –    | M.3147 – N.4129 – A.6061 – B.5578 – N.4130 – M.3148 | ausgemustert, verschrottet |                                                                  |
| 6062      | M 04 | –    | –    | M.3145 – N.4127 – A.6062 – B.5579 – N.4128 – M.3146 | ausgemustert, verschrottet |                                                                  |
| 6063      | M 04 | –    | –    | M.3185 – N.4167 – A.6063 – B.5580 – N.4168 – M.3186 | ausgemustert, verschrottet |                                                                  |
| 6064      | M 04 | –    | –    | M.3189 – N.4171 – A.6064 – B.5581 – N.4172 – M.3190 | ausgemustert, verschrottet |                                                                  |
| 6065      | M 04 | –    | –    | M.3167 – N.4149 – A.6065 – B.5582 – N.4150 – M.3168 | ausgemustert, verschrottet |                                                                  |
| 6066      | M 04 | –    | –    | M.3223 – N.4205 – A.6066 – B.5583 – N.4206 – M.3224 | ausgemustert, verschrottet |                                                                  |
| 6067      | M 01 | M 04 | –    | M.3095 – N.4043 – A.6067 – B.5560 – N.4020 – M.3050 | ausgemustert, verschrottet |                                                                  |
| 6068      | M 04 | M 11 | M 11 | M.3211 – N.4169 – A.6068 – M.3212                   | in Betrieb                 |                                                                  |
| 6069      | M 04 | M 11 | M 11 | M.3155 – N.4137 – A.6069 – M.3156                   | in Betrieb                 |                                                                  |
| 6070      | M 04 | M 11 | M 11 | M.3139 – N.4121 – A.6070 – M.3140                   | in Betrieb                 |                                                                  |
| 6071      | M 01 | M 11 | M 11 | M.3059 – N.4113 – A.6071 – M.3104                   | in Betrieb                 |                                                                  |
| 6072      | M 04 | M 11 | M 11 | M.3189 – N.4171 – A.6072 – M.3190                   | in Betrieb                 |                                                                  |
| 6073      | M 04 | M 11 | M 11 | M.3179 – N.4161 – A.6073 – M.3180                   | in Betrieb                 |                                                                  |
| 6074      | M 04 | M 11 | M 11 | M.3167 – N.4044 – A.5545 – M.3168                   | in Betrieb                 | Verband nach Panne und Tausch des A-Wagens auf 5545 umnummeriert |
| 6075      | M 04 | M 11 | M 11 | M.3219 – N.4201 -A.6075 – M.3220                    | in Betrieb                 |                                                                  |
| 6076      | M 04 | M 11 | M 11 | M.3164 – N.4195 – A.6076 – M.3138                   | in Betrieb                 |                                                                  |
| 6077      | M 04 | M 11 | M 11 | M.3209 – N.4191 – A.6077 – M.3210                   | in Betrieb                 |                                                                  |
| 6078      | M 04 | M 11 | M 11 | M.3217 – N.4155 – A.6078 – M.3214                   | in Betrieb                 |                                                                  |
| 6079      | M 04 | M 11 | M 11 | M.3193 – N.4199 – A.6079 – M.3194                   | in Betrieb                 |                                                                  |
| 6080      | M 04 | M 11 | M 11 | M.3216 – N.4145 – A.6080 – M.3218                   | in Betrieb                 |                                                                  |
| 6081      | M 04 | M 11 | M 11 | M.3199 – N.4181 – A.6081 – M.3200                   | in Betrieb                 |                                                                  |
| 6082      | M 01 | M 11 | M 11 | M.3215 – N.4185 – A.6082 – M.3204                   | in Betrieb                 |                                                                  |
| 6083      | M 04 | M 11 | M 11 | M.3141 – N.4123 – A.6083 – M.3142                   | in Betrieb                 |                                                                  |
| 6084      | M 01 | M 04 | –    | M.3075 – N.4105 – A.6084 – B.5575 – N.4058 – M.3116 | ausgemustert, verschrottet |                                                                  |
| 6085      | M 04 | M 11 | M 11 | M.3151 – N.4133 – A.6085 – M.3152                   | in Betrieb                 |                                                                  |
| 6086      | M 04 | M 11 | M 11 | M.3143 – N.4193 – A.6086 – M.3144                   | in Betrieb                 |                                                                  |
| 6087      | M 04 | M 11 | M 11 | M.3173 – N.4125 – A.6087- M.3174                    | in Betrieb                 |                                                                  |
| 6088      | M 04 | M 11 | M 11 | M.3169 – N.4151 – A.6088 – M.3170                   | in Betrieb                 |                                                                  |
| 6089      | M 04 | M 11 | M 11 | M.3149 – N.4131 – A.6089 – M.3150                   | in Betrieb                 |                                                                  |
| 6090      | M 04 | M 11 | M 11 | M.3183 – N.4165 – A.6090 – M.3184                   | in Betrieb                 |                                                                  |
| 6091      | M 04 | –    | –    | M.3233 – N.4207 – A.6091 – B.5608 – N.4208 – M.3234 | ausgemustert, verschrottet |                                                                  |
| 6092      | M 04 | –    | –    | M.3227 – N.4209 – A.6092 – B.5609 – N.4210 – M.3228 | ausgemustert, verschrottet |                                                                  |
| 6093      | M 04 | –    | –    | M.3229 – N.4211 – A.6093 – B.5610 – N.4212 – M.3230 | ausgemustert, verschrottet |                                                                  |
| 6094      | M 04 | –    | –    | M.3183 – N.4165 – A.6094 – B.5611 – N.4170 – M.3184 | ausgemustert, verschrottet |                                                                  |
| 6095      | M 04 | –    | –    | M.3225 – N.4215 – A.6095 – B.5612 – N.4216 – M.3226 | ausgemustert, verschrottet |                                                                  |
| 6096      | M 04 | –    | –    | M.3235 – N.4217 – A.6096 – B.5613 – N.4218 – M.3236 | ausgemustert, verschrottet | 1973–1985 Erprobungsträger Késar-System                          |
| 6097      | M 04 | –    | –    | M.3237 – N.4219 – A.6097 – B.5614 – N.4220 – M.3238 | ausgemustert, verschrottet |                                                                  |
| 6098      | M 04 | –    | –    | M.3239 – N.4221 – A.6098 – B.5615 – N.4222 – M.3240 | ausgemustert, verschrottet |                                                                  |
| 6099      | M 04 | –    | –    | M.3155 – N.4137 – A.6099 – B.5616 – N.4138 – M.3156 | ausgemustert, verschrottet |                                                                  |
| 6100      | M 04 | –    | –    | M.3139 – N.4121 – A.6100 – B.5584 – N.4122 – M.3140 | ausgemustert, verschrottet |                                                                  |
| 7002      | M 04 | –    | –    | M.3191 – N.4173 – B.7002 – B.7047 – N.4174 – M.3192 | ausgemustert, verschrottet | mit zwei artfremden Mittelwagen ergänzt                          |

## Weitere Einsatzorte
Artverwandte U-Bahn-Fahrzeuge mit Gummireifen wurden und werden auch in anderen U-Bahn-Systemen eingesetzt:
- Baureihe MR-63 der Metro Montreal
- Baureihe MP 68 der U-Bahn Mexiko-Stadt
- Baureihe NS-74 der Metro Santiago